# KickassTorrents
KickassTorrents (couramment abrégé KAT) est un annuaire web de fichiers torrent et de liens magnet destiné à faciliter le partage de fichiers. Le site a été fondé en 2008 et a été mis hors ligne le 20 juillet 2016, lorsque le domaine a été saisi par le gouvernement des États-Unis. Les sites proxy ont été fermés par les membres de son équipe le même jour. Le 16 décembre 2016, KickassTorrents est de retour en ligne sur une nouvelle adresse, créée par l'équipe originale.
En novembre 2014, KAT était devenu l'annuaire de fichiers torrent le plus visité dans le monde, dépassant The Pirate Bay, selon le classement Alexa.

## Blocage
KickassTorrents (KAT) affirme se conformer à la loi DMCA et supprimer les torrents signalés par les propriétaires de contenu.
KAT a d'abord été lancé en novembre 2008, au nom de domaine kickasstorrents.com.
Le 21 avril 2011, KickassTorrents change son nom de domaine pour le domicilier aux Philippines (kat.ph) après une série de saisies de noms de domaine par le ministère de la Justice des États-Unis à l'encontre des sites Demonoid et Torrentz. Le site a plus tard déménagé à plusieurs domaines différents : ka.tt, kickass.pour, kickass.donc, kickasstorrents.im et kat.cr.
Le 28 février 2013, les fournisseurs d'accès à Internet (FAI) du Royaume-Uni ont été instruits par la Haute Cour de justice de Londres pour bloquer l'accès à KickassTorrents, ainsi que deux autres sites de torrent. Le juge Richard Arnold a statué que le site contribuait à la violation du droit d'auteur,.
Le 14 juin 2013, le nom de domaine a été changé pour être domicilié aux îles Tonga (kickass.to), suivant le planning de changement régulier de nom de domaine.
Le 23 juin 2013, KAT n'est plus indexé par le moteur de recherche Google à la demande de la MPAA. Fin août 2013, KAT est bloqué par plusieurs FAI belges. En janvier 2014, plusieurs FAI irlandais bloquent également KAT. En février 2014, Twitter entame le blocage des liens vers KAT, puis fait marche arrière dans le courant du mois. En juin 2014, KAT a été bloqué en Malaisie pour violation de droit d'auteur.
En décembre 2014, le site domicilie son nom de domaine en Somalie (kickass.so), toujours suivant son planning de changement régulier de nom de domaine,. Le 9 février 2015, le nom de domaine est banni, provoquant une mise hors service du site. Plus tard dans la journée, le site a retrouvé son ancien nom de domaine kickass.to.
Le 14 février 2015, il a été constaté que les messages mentionnant kickass.to ont été bloqués sur Steam, mais kickass.so et d'autres sites de torrent populaires n'ont pas été bloqués et seulement marqués comme « potentiellement dangereux ».
Le 23 avril 2015, le site déménage à l'Île de Man sous le nom de domaine kickasstorrents.im, mais a rapidement été banni plus tard et a de nouveau migré vers le Costa Rica en fonction du nom de domaine kat.cr, dès le 24 avril.
En juillet 2015, le site kat.cr est désindexé des résultats de Google. À la suite de cette suppression, les résultats de recherche dans Google pour KAT pointaient vers un faux site incitant les visiteurs à télécharger des logiciels malveillants.
En octobre 2015, le Portugal a outrepassé ses tribunaux en passant un accord entre les FAI, les titulaires de droits d'auteur et le ministère de la Culture afin de bloquer l'accès à KAT et la plupart des autres populaires sites web de partage de fichiers torrent.
En octobre 2015, Google Chrome et Mozilla Firefox ont bloqué l'accès à KAT en raison de problèmes de sécurité liés à certaines des annonces, qui pointaient vers des logiciels malveillants ; les utilisateurs pouvant contourner le blocage en cliquant sur « ignorer ». En avril 2016, Google Chrome et Mozilla Firefox bloquent à nouveau KAT en raison de risques liés à l'hameçonnage. Les deux blocages ont ensuite été retirés une fois les problèmes traités par KAT.
En juin 2016, KAT se munit d'une adresse Tor officielle en .onion.
Le 16 décembre 2016, KickassTorrents renaît de ses cendres à une nouvelle adresse, créée par la même équipe de l'ancien site.

## Arrestation du propriétaire présumé du site

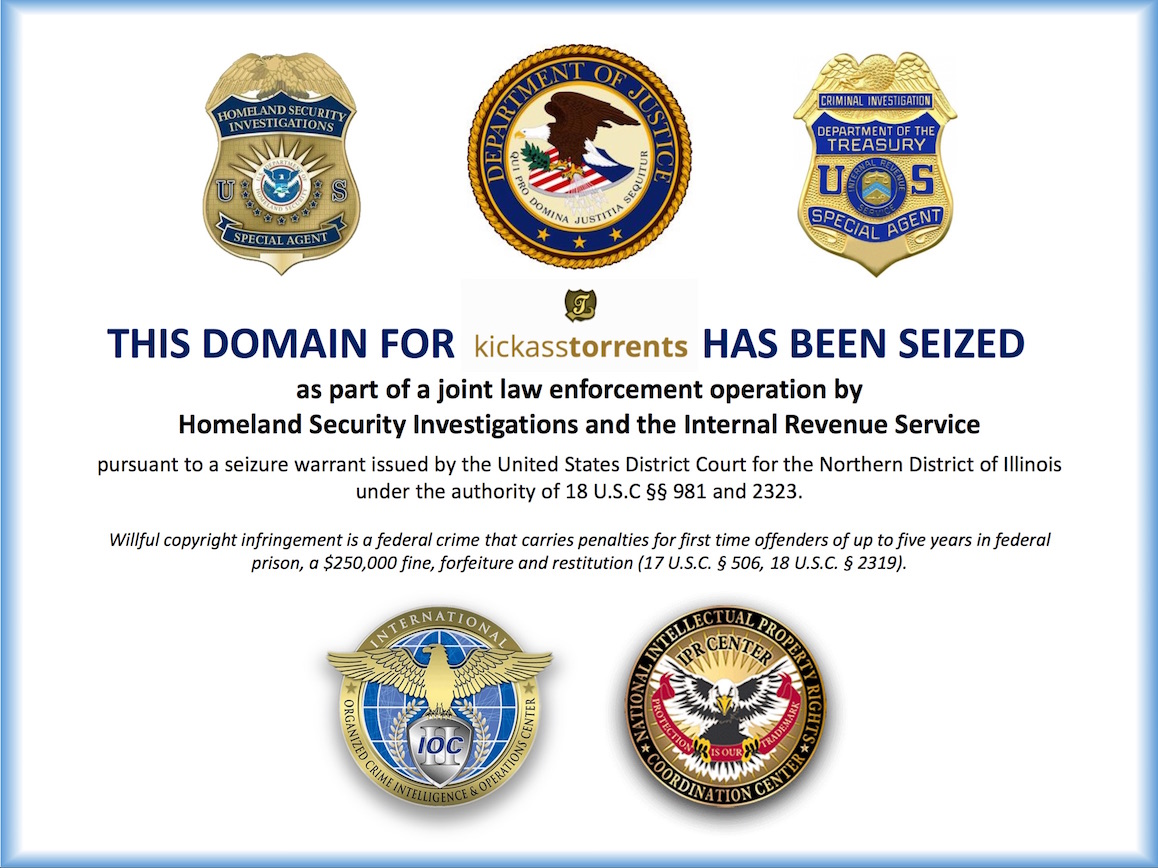
Avis sur KickassTorrent après sa saisie.

Le 20 juillet 2016, le ministère de la Justice américain a annoncé qu'il avait saisi le domaine KAT.cr et avait identifié son propriétaire présumé : Artem Vaulin, un Ukrainien de 30 ans. L'homme, connu sous le pseudonyme « tirm », a été arrêté en Pologne après sa mise en accusation aux États-Unis. Les domaines restants ont volontairement été mis hors-ligne après la saisie de KAT.cr.
Vaulin a été arrêté après que les enquêteurs ont identifié une adresse IP qu'il a utilisé pour une transaction sur iTunes, également utilisée pour se connecter sur la page Facebook de KAT. Le FBI s'est également fait passer pour un annonceur publicitaire et a obtenu les détails d'un compte bancaire associé au site. L'enquête a été dirigée par l'agent spécial Jared Der-Yeghiayan, qui a également traqué Ross Ulbricht, l'administrateur du site illégal de vente de drogues Silk Road.
La plainte pénale déposée dans le District Nord de l'Illinois affirme que les autorités étaient en possession d'une copie complète des disques durs de KAT, y compris son serveur de messagerie. L'enquête a suggéré que KAT recevait plus de 12 millions de dollars par an en revenus publicitaires.